# Liste der Resolutionen des UN-Sicherheitsrates (2010)
Diese Liste der Resolutionen des UN-Sicherheitsrates nennt die 59 vom Sicherheitsrat der Vereinten Nationen im Jahr 2010 verabschiedeten Resolutionen.
| Nummer | Beschluss vom | Gegenstand | Mission  |
| ------ | ------------- | --- | -------- |
| 1908   | 19. Januar    | Situation in Haiti |          |
| 1909   | 21. Januar    | Schreiben des Generalsekretärs vom 22. November 2006 |          |
| 1910   | 28. Januar    | Situation in Somalia |          |
| 1911   | 28. Januar    | Situation an der Elfenbeinküste |          |
| 1912   | 26. Februar   | Situation in Osttimor |          |
| 1913   | 12. März      | Situation im Tschad, Zentralafrika und der Subregion |          |
| 1914   | 18. März      | Wahldatum Ersatzwahl Internationaler Gerichtshof |          |
| 1915   | 18. März      | Internationaler Strafgerichtshof zur Verfolgung der Verantwortlichen für die schweren Verstöße gegen das humanitäre Völkerrecht im Hoheitsgebiet des ehemaligen Jugoslawien seit 1991 |          |
| 1916   | 19. März      | Situation im Somalia |          |
| 1917   | 22. März      | Verlängerung des UN-Mandat Afghanistan | UNAMA    |
| 1918   | 27. April     | Situation in Somalia |          |
| 1919   | 29. April     | Bericht des Generalsekretärs in Bezug auf den Sudan |          |
| 1920   | 30. April     | Situation in West-Sahara |          |
| 1921   | 12. Mai       | Schreiben des Generalsekretärs vom 22. November 2006 |          |
| 1922   | 12. Mai       | Situation im Tschad, Zentralafrika und der Subregion |          |
| 1923   | 25. Mai       | Situation im Tschad, Zentralafrika und der Subregion |          |
| 1924   | 27. Mai       | Situation an der Elfenbeinküste |          |
| 1925   | 28. Mai       | Situation im Kongo |          |
| 1926   | 2. Juni       | Wahldatum Ersatzwahl Internationaler Gerichtshof |          |
| 1927   | 4. Juni       | Situation in Haiti |          |
| 1928   | 7. Juni       | Nichtverbreitung/Nordkorea |          |
| 1929   | 9. Juni       | Sanktionierung Iran |          |
| 1930   | 15. Juni      | Verlängerung UN-Mandat Zypern | UNFICYP  |
| 1931   | 29. Juni      | Internationaler Strafgerichtshof zur Verfolgung der Verantwortlichen für die schweren Verstöße gegen das humanitäre Völkerrecht im Hoheitsgebiet des ehemaligen Jugoslawien seit 1991 |          |
| 1932   | 29. Juni      | Internationaler Strafgerichtshof zur Verfolgung der Verantwortlichen für Völkermord und andere schwere Verstöße gegen das humanitäre Völkerrecht im Hoheitsgebiet Ruandas und ruandischer Bürger für Völkermord und andere derartige Verstöße im Hoheitsgebiet von Nachbarstaaten zwischen 1. Januar 1994 und dem 31. Dezember 1994 |          |
| 1933   | 30. Juni      | Verlängerung UN-Mandat Elfenbeinküste | ONUCI    |
| 1934   | 30. Juni      | Situation im Nahen Osten |          |
| 1935   | 30. Juli      | Verlängerung Sudan/Darfur bis 31. Juli 2011 | UNAMID   |
| 1936   | 5. August     | Situation im Irak |          |
| 1937   | 30. August    | Situation im Nahen Osten |          |
| 1938   | 15. September | Situation in Liberia |          |
| 1939   | 15. September | Schreiben des Generalsekretärs vom 22. November 2006 |          |
| 1940   | 29. September | Situation in Sierra Leone |          |
| 1941   | 29. September | Situation in Sierra Leone |          |
| 1942   | 29. September | Situation an der Elfenbeinküste |          |
| 1943   | 13. Oktober   | Situation in Afghanistan |          |
| 1944   | 14. Oktober   | Zur Frage Haitis |          |
| 1945   | 14. Oktober   | Bericht des Generalsekretärs zum Sudan |          |
| 1946   | 15. Oktober   | Situation an der Elfenbeinküste |          |
| 1947   | 29. Oktober   | Friedenserhaltende Maßnahmen nach Kämpfen |          |
| 1948   | 18. November  | Situation in Bosnien und Herzegowina |          |
| 1949   | 23. November  | Situation in Guinea-Bissau | UNIOGBIS |
| 1950   | 23. November  | Situation in Somalia |          |
| 1951   | 24. November  | Situation an der Elfenbeinküste |          |
| 1952   | 29. November  | Situation im Kongo |          |
| 1953   | 14. Dezember  | Situation in Zypern |          |
| 1954   | 14. Dezember  | Internationaler Strafgerichtshof zur Verfolgung der Verantwortlichen für die schweren Verstöße gegen das humanitäre Völkerrecht im Hoheitsgebiet des ehemaligen Jugoslawien seit 1991 |          |
| 1955   | 14. Dezember  | Internationaler Strafgerichtshof zur Verfolgung der Verantwortlichen für Völkermord und andere schwere Verstöße gegen das humanitäre Völkerrecht im Hoheitsgebiet Ruandas und ruandischer Bürger für Völkermord und andere derartige Verstöße im Hoheitsgebiet von Nachbarstaaten zwischen 1. Januar 1994 und dem 31. Dezember 1994 |          |
| 1956   | 15. Dezember  | Situation in Irak |          |
| 1957   | 15. Dezember  | Situation in Irak |          |
| 1958   | 15. Dezember  | Situation in Irak |          |
| 1959   | 16. Dezember  | Veränderung Mission Burundi | BNUB     |
| 1960   | 16. Dezember  | Frauen und Frieden und Sicherheit |          |
| 1961   | 17. Dezember  | Die Situation in Liberia |          |
| 1962   | 20. Dezember  | Verlängerung und Erweiterung UN-Mandat Elfenbeinküste | ONUCI    |
| 1963   | 20. Dezember  | Bedrohungen für den internationalen Frieden und Sicherheit durch terroristische Handlungen |          |
| 1964   | 22. Dezember  | Die Situation in Somalia |          |
| 1965   | 22. Dezember  | Die Situation im Nahen Osten |          |
| 1966   | 22. Dezember  | Internationaler Strafgerichtshof zur Verfolgung der Verantwortlichen für die schweren Verstöße gegen das humanitäre Völkerrecht im Hoheitsgebiet des ehemaligen Jugoslawien seit 1991 |          |